# 홍구
홍구(洪九, 1908년~?)는 서울특별시 출생의 작가이다. 경기상고 졸업 후 KAPF에 참가했다. 광복 직후 '조선문학가 동맹' 총무부장 역임했다. 1933년 <마차(馬車)의 행렬(行列)>을 <신동아>에 발표하여 등단하였다. 주요 작품으로 <코뿔 선생> <서분이> <목마> <자웅(雌雄)> 등 발표. 그는 사회주의 문학관을 가지고 문학 활동을 하였으나, 계급의식보다는 남녀의 애정 관계를 감상적으로 다룬 작가로 알려져 있다.